# Metachirus nudicaudatus
El tlacuache cuatro ojos (nahuatlismo de tlacuatzin), yupatí, filandro pardo o comadreja de anteojos (Metachirus nudicaudatus) es una especie de marsupial de la familia Didelphidae, y junto con la recientemente descubrierta Metachirus aritanai, juntos integran género Metachirus.

## Distribución y hábitat
El yupatí habita tierras bajas de bosque denso o matorral desde Nicaragua hasta Paraguay y el norte de Argentina.

## Características
El pelo es corto y suave, región dorsal de color café uniforme y tenue, hasta llegar al color canela sobre los costados y debajo de las orejas; la región ventral es amarillo pálido.
La cabeza es proporcionalmente grande y muy acuminada. Las orejas son largas y desnudas. La boca es grande y armada con puntiagudos dientes. Los ojos, grandes, negros y redondos están adornados por sendas manchas claras características de los filandros y a las cuales deben el sobrenombre de zarigüeyas de cuatro ojos. Las extremidades son largas y de color claro.
La cola es larga, con poco pelo en toda su longitud, bicolor, el dorso café, por debajo blanco, destiñéndose en forma gradual hasta la punta que es toda blanca. 
A diferencia de las hembras del género Philander, las de Metachirus nudicaudatus, carecen de marsupio, reduciéndose éste a simples pliegues de la piel a ambos lados de la región abdominal, entre los cuales se disponen entre cinco y nueve mamas. 
Otras diferencias entre ambos géneros, se establecen en la coloración del pelo, pardo en Metachirus, y gris o negro en Philander, así como en la longitud de la cola, mucho mayor en los ejemplares del primero.

## Dieta
Es esencialmente frugívoro, aunque en su dieta incluye insectos y otros invertebrados como lombrices y moluscos, huevos de ave y pequeños vertebrados, especialmente reptiles, aves y anfibios.

## Reproducción
Las hembras son poliéstricas estacionales, lo que les da la capacidad de parir varias veces al año. La época de cría depende de la localización geográfica. Las crías de esta especie nacen con un mayor grado de desarrollo que el resto de metaterios. El periodo de lactancia llega hasta los dos meses. La esperanza de vida máxima se calcula en alrededor de cuatro años.

## Comportamiento
Los filandros pardos son animales estrictamente nocturnos que sólo abandonan el refugio cuando se cierra la noche. Son extremadamente gregarios. Pasan la mayor parte del tiempo en tierra o sobre ramas bajas de árboles y arbustos, aunque construyen nidos de hojas entre las ramas de los árboles, aunque algunos machos, ocasionalmente, pueden refugiarse bajo troncos o rocas en el suelo.

## Estado de conservación
No descarta acercarse a terrenos habitados donde es acusada de destruir plantaciones de frutales. No obstante, su especial interés por los insectos, libra a las poblaciones humanas de plagas de hormigas, termitas y cucarachas.